# Шимків Петро Михайлович
Петро Михайлович Шимків (нар. 20 січня 1963, хут. Хрипки с. Покропивна Козівського району Тернопільської області) — український фольклорист, краєзнавець і громадський діяч. Голова Тернопільського обласного об'єднання ВУТ «Просвіта» ім. Тараса Шевченка.

## Біографічні відомості
Народився він на хуторі Хрипки села Покропивна Козівського району Тернопільської області у селянській родині. Назвали його Петром на честь діда. Закінчив місцеву восьмирічку, середню школу в смт Козлів, інженерно-будівельний інститут у місті Красноярську (1985). Перебуваючи на чужині, особливо гостро відчув тугу за Батьківщиною.
Повернувшись після служби в армії до України, працював інженером тресту «Тернопільпромбуд» (1987—1988).
Невдовзі після Спітакського землетрусу поїхав до Вірменії, де в 1989–90 рр. працював провідним інженером будівельної організації в м. Кіровакан.
Після повернення з Вірменії заочно навчався, а потім працював на філологічному факультеті Тернопільського педагогічного інституту.
У березні 2022 вступив до лав Тернопільської територіальної оборони, на посаду командир взводу. Там Петра Шимківа перевели на посаду заступника командира роти з морально-психологічного забезпечення. Старший лейтенант ЗСУ. Демобілізований за віком.

## Громадська діяльність
1988 року став членом екологічного товариства «Ноосфера» та товариства «Тернове поле», що займалося відродженням українських традицій. На початку 1989-го виступив співзасновником товариства «Вертеп» — вперше пройшлися зі студентами по Тернополю, співали колядки, показували вертепну драму в оселях людей.
У м. Кіровакан очолював у середовищі українців-будівельників товариство «Червона калина», видав три номери газети «Наша думка». Також з однодумцями створили в Вірменії осередок Народного руху України.
Після повернення з Вірменії Петро Шимків вступив до Товариства української мови імені Тараса Шевченка. У 1991 році очолив товариство «Вертеп» (був його головою до 1993-го), що розгорнуло потужну діяльність: відроджувало обряди, організовувало науково-дослідницькі експедиції та різноманітні акції.
З 2002 до 2004 року Петро Шимків очолював Тернопільський осередок Асоціації молодих дослідників фольклору.
1992 року став членом правління обласного об'єднання Всеукраїнського товариства «Просвіта» імені Тараса Шевченка та головою «Молодої Просвіти» Тернопільщини. Відтоді понад 30 років Петро Шимків у когорті просвітян. Від 1996-го — заступник голови облоб'єднання, відповідальний за «Молоду Просвіту», у 2001—2018 та знову з 2021 року — голова Тернопільської обласної «Просвіти».

## Творчість
Автор десятків наукових статей та книг:
- «Вже весна воскресла» (1992),
- «Лицарям волі» (1993),
- «Щедрий вечір» (1997),
- «Молода Просвіта Тернопільщини» (1997),
- «Літопис товариства Вертеп» (2004),
- «Повстанські заграви» (2006),
- «Літопис товариства Вертеп за 30 років» (2019, у співавторстві з дружиною Надією).

## Нагороди
- лауреат конкурсу «Людина року-2023» (Тернопільщина)[2].